# Phare de Brownsman Island
Le phare de Brownsman Island est un ancien phare situé sur Brownsman Island l'une des îles de l'archipel des Îles Farne, au large de Bamburgh dans le comté du Northumberland en Angleterre.

## Histoire
Ce phare a été construit en 1811. C'était une tour carrée en briques qui a servi jusqu'en 1826, à l'allumage du Phare de Longstone.

### Lien connexe
- Liste des phares en Angleterre
- Phare de Longstone
- Phare de Farne